# Веденяпин, Аполлон Васильевич
Аполлон Васильевич Веденяпин (1803— 1872) — подпоручик, декабрист, естествоиспытатель. Брат Алексея Васильевича Веденяпина.

## Биография
Происходил из дворян Веденяпиных. Родился в селе Веденяпино Темниковского уезда Тамбовской губернии в семье мелкопоместного дворянина, отставного майора Василия Никитича Веденяпина и его жены Дарьи Михайловны, в девичестве Кашкаровой.
После окончания Тамбовского дворянского училища (1813—1816) учился во 2-м кадетском корпусе (кадет с 20.01.1816), откуда 30.1.1821 г. был выпущен прапорщиком в 9-ю артиллерийскую бригаду, квартировавшую в Тараще. С 10 июня 1825 года — подпоручик.
С мая 1825 года состоял членом «Общества соединённых славян», участвовал в совещаниях на квартире Я. М Андреевича и в палатке С. И. Муравьёва-Апостола и М. П. Бестужева-Рюмина. Разделял идею «Общества соединённых славян» о привлечении к революционному перевороту народных масс и простых солдат, поэтому возражал против объединения с «Южным обществом» декабристов, которое считало участия народа ненужным.
В начале 1826 года по приказу генерала Л. Рота арестовал П. И. Борисова (которым и был выдан следственной комиссии как участник движения декабристов). Сопровождал задержанного поручика Фаддея Врангеля до Санкт-Петербурга, где и сам 2 (14) февраля был арестован. Содержался при Главном штабе, потом в Петропавловской крепости. Осуждённый по VIII-му разряду, 10 (22) июля Веденяпин был приговорён к пожизненной ссылке в Сибирь (которую впоследствии заменили на 20-летний срок). Осенью 1826 года Веденяпин прибыл в Верхневилюйск, с конца этого года находился в Киренске Иркутской губернии, занимался земледелием, написал исследование о своих опытах с ячменём, батрачил (в 1828 году это было ему запрещено), исполнял обязанности писаря земского суда. С августа 1841 года служил младшим писарем в Иркутском военном госпитале, с 1844 года был помощником смотрителя Иркутской гражданской больницы, с августа 1848 года — смотритель больницы. Был произведён в коллежские регистраторы 16 (28) июля 1849 года. С 7 (19) июля 1850 года назначен заседателем Иркутского окружного суда и занимал эту должность до отставки в чине губернского секретаря по прошению 17 февраля (1 марта) 1855 года.
По амнистии 1856 года, с разрешения императора Александра II, приехал в Тамбовскую губернию и 12 (24) декабря 1858 года был освобождён из-под полицейского надзора, но не имел права появляться в Санкт-Петербурге и Москве.
Умер в июле 1872 года в принадлежавшем ему селе Тройни Краснослободского уезда Пензенской губернии. Был похоронен в селе Селищи, расположенном рядом с Тройней.
С женой, Еленой Гавриловой, они имели сына Николая, умершего молодым (1968—?) и четырёх дочерей: Александра (15.4.1853—1931, Темников, могила утеряна), Варвара (1859—1940, Темников), Елена (1862—1944, Темников), Надежда (1863—1943, Горький).

## Память
Бульвар Веденяпиных в г. Саранске